# VA方式
VA方式（ブイエーほうしき）は、液晶表示方式の一つ。高コントラスト、広視角が可能であることから広く使用されている。高品位液晶テレビではこのVA方式とIPS方式が全てである(2009年時点)。

## 原理・特徴
VAとは Vertical Alignment の略。他の多くの方式と違いネガ型のネマティック液晶が使われる。名の通り初期状態で液晶を垂直に配向させ、電圧を印加させて液晶を倒すことにより変化する複屈折を利用して、透過状態（白）と非透過状態（黒）を表現する。電圧が低いときに非透過状態としている。
この時、液晶が一方向に倒れると視角特性が悪いために、通常4方向に倒すことで広視野角を実現している（マルチドメイン配向）。
黒状態が垂直配向であることによる高コントラストが最大の特徴。非主流であるネガ型ネマティック液晶を使っているために応答速度、電圧、信頼性に問題があったが改善され量産に至った。生産量が増えた現在ではネガ型であるデメリットはかなり低減されている。
広視角型として最も反射型に向いているのも特徴であり、反射+透過両立タイプの広視角型として量産されている。この場合には位相差フィルムの追加が必要となるために視角特性は悪くなる。

## 歴史
原理の発見は古く、1970年代に溯る。DAP方式(Deformation of vertical Aligned Phase)と呼ばれていたり、VAN (Vertical Aligned Nematic)　と呼ばれることもあったようだ。
表示方式としての採用は1990年頃の主にスタンレーによるパッシブ駆動が最も盛んだった。SH(Super Homeotropic)方式等と名付けられて開発されたVAはマルチドメイン等の考え方から現在の原型と言えるが、アクティブ化をしなかったこともあり育つことなく撤退した。
現在の隆盛への貢献は富士通とメルクによるところが大きい。1995年、TFT駆動と突起によるマルチドメイン等の基礎を確立した。Δε（誘電率異方性）がマイナスとなるいわゆるネガ型という垂直配向可能な液晶はメルク社がもつ特許による独占的な供給ということ、CF上に液晶のプレティルトのための突起や、位相差フィルムもA-plateとネガC-Plateが必要で材料はコスト高が課題であったが、これまでのTN-TFTで必要であったラビングプロセスが不要なことから、シャープや台湾勢などに広く技術提携・技術供与した。量産効果による材料のコストダウンにVA方式の高歩留りという特徴も加わり、この液晶の注入に時間がかかることから開発されたODF(One Drop Filling)方式の生産性から他方式やCRTやプラズマディスプレイを圧倒して液晶テレビの市場を拡大させた。しかしテレビのブランドをもたなかった富士通ディスプレイテクノロジー社は、米子工場にG5ラインを計画し、富士通VLSI社にODFラインの製造を発注していたが経営が悪化し、AUOからの資本参加を受けながらも、2005年最終的に米子工場とともにVA技術はシャープに売却された。その後は、シャープ（後に富士通の液晶部門を吸収）、富士通から技術供与を受けたAUO、CMO（現在ホンハイグループのInnolux)などの台湾勢や韓国の三星電子を中心に多くのメーカーが広視野角、高コントラストの液晶テレビ用のパネルとして量産した。さらに液晶にUV硬化する高純度液晶モノマーをわずかにVA液晶に添加し、液晶パネルに注入後にUV硬化させて、パネル海面をプレチルトさせるPSA(PSVA)技術により、これまでのCF(カラーフィルター）側に必要だった液晶分子をプレチルトさせるために必要なリブ（突起物）が必要なくなり、より開口率も上がることから、この富士通およびシャープで開発されたPSA（PSVA)技術が現在はAUO、サムスン電子、中国TCLグループのCSOTでテレビ用液晶パネルの主流となっている。
(＊PSA（Polymer Sustain Alignment) 、PSVA(Polymer Stabilized VA))